# 勝浦町
勝浦町（かつうらちょう）は、徳島県の東部にある町。1955年に横瀬町と生比奈村が合併して誕生した。勝浦郡に属す。
阿波みかん発祥の地として知られ、徳島県におけるミカンの主要産地である。また、2月中頃にはビッグひな祭りが開催されており、観光客で賑わう。

## 地理
町のほとんどが勝浦川の流域にあり、勝浦川は町の中央部を西から北へ流れる。北には徳島市との境界に中津峰山があるなど、周りを山に囲まれておるので、勝浦盆地と呼ばれる。最高標高は轆轤山の山頂の972.1mであり、最低標高は20mである。

### 面積
- 69.80㎢[2]

### 山地

#### 四国山地
- 轆轤山
- 中津峰山
- 鶴林寺山
- 平石山
- 杖立山
- 稼勢山

### 河川
- 勝浦川
- 坂本川
- 立川
- 岩屋谷川
- 生名谷川

## 歴史
- 1955年（昭和30年）3月1日 - 横瀬町・生比奈村が合併して発足[2]。
- 1965年（昭和40年）10月 - 町章を制定[3][4]。
- 1997年（平成9年）1月1日 - 町民憲章を制定[4]。

## 行政

### 町役場
- 勝浦町役場（所在地: 徳島県勝浦郡勝浦町大字久国字久保田3番地）

### 町長
- 中田森蔵（1959年4月 - 1971年4月）
- 堺福一（1971年4月 - 1977年12月31日）
- 小西兵二（勝浦町助役、町長職務代理者、1978年1月1日 - 1978年2月5日）
- 桜木義夫（1978年2月5日 - 1994年2月4日）
- 川口幸一（1994年2月5日 - 2006年2月4日）
- 中田丑五郎（2006年2月5日 - 2018年2月4日）
- 野上武典（2018年2月5日 - ）

### 副町長
- 折野好信（2007年4月1日 - 2009年3月31日）
- 仁木芳宏（2009年4月1日 - 2012年3月31日）
- 小林功（2012年4月1日 - 2014年3月31日）
- 福田輝記（2014年4月1日 - 2016年3月31日）
- 藪下武史（2016年4月1日 - 2018年3月31日）

### 助役
- 小西兵二
- 中井清二郎
- 早川進（1992年5月16日 - 1999年5月15日）
- 倉橋孝明（1999年6月11日 - 2003年6月10日）
- 中田丑五郎（2003年6月14日 - 2005年12月）

### 収入役
- 小谷和寛
- 長町豊秋（1992年5月16日 - 2000年5月15日）
- 松浦照雄（2000年5月16日 - ）

## 議会

### 町議会概要
定数は10人。

### 町議会構成
| 会派       | 議席数 | 議席占有率 |
| ---------- | ------ | ---------- |
| 日本共産党 | 1      | 10％       |

（2021年12月10日現在）

### 衆議院
- 選挙区：徳島1区（徳島市、小松島市、阿南市、勝浦郡、名東郡、名西郡、那賀郡、海部郡）
- 任期：2021年10月31日 - 2025年10月30日
- 当日有権者数：362,130人
- 投票率：55.93％

| 当落 | 候補者名   | 年齢 | 所属党派     | 新旧別 | 得票数   | 重複 |
| ---- | ---------- | ---- | ------------ | ------ | -------- | ---- |
| 当   | 仁木博文   | 55   | 無所属       | 元     | 99,474票 |      |
| 比当 | 後藤田正純 | 52   | 自由民主党   | 前     | 77,398票 | ○    |
| 比当 | 吉田知代   | 46   | 日本維新の会 | 新     | 20,065票 | ○    |
|      | 佐藤行俊   | 73   | 無所属       | 新     | 1,808票  |      |

## 地域

### 人口
| |                                        |  |
| 勝浦町と全国の年齢別人口分布（2005年） | 勝浦町の年齢・男女別人口分布（2005年） |  |
| ■紫色 ― 勝浦町 ■緑色 ― 日本全国 | ■青色 ― 男性 ■赤色 ― 女性              |  |
| 勝浦町（に相当する地域）の人口の推移 \| 1970年（昭和45年） \| 8,323人 \| \| \| 1975年（昭和50年） \| 7,972人 \| \| \| 1980年（昭和55年） \| 7,811人 \| \| \| 1985年（昭和60年） \| 7,638人 \| \| \| 1990年（平成2年） \| 7,267人 \| \| \| 1995年（平成7年） \| 7,067人 \| \| \| 2000年（平成12年） \| 6,736人 \| \| \| 2005年（平成17年） \| 6,303人 \| \| \| 2010年（平成22年） \| 5,765人 \| \| \| 2015年（平成27年） \| 5,301人 \| \| \| 2020年（令和2年） \| 4,837人 \| \| |                                        |  |
| 総務省統計局 国勢調査より |                                        |  |
| 1970年（昭和45年） | 8,323人                                |  |
| 1975年（昭和50年） | 7,972人                                |  |
| 1980年（昭和55年） | 7,811人                                |  |
| 1985年（昭和60年） | 7,638人                                |  |
| 1990年（平成2年） | 7,267人                                |  |
| 1995年（平成7年） | 7,067人                                |  |
| 2000年（平成12年） | 6,736人                                |  |
| 2005年（平成17年） | 6,303人                                |  |
| 2010年（平成22年） | 5,765人                                |  |
| 2015年（平成27年） | 5,301人                                |  |
| 2020年（令和2年） | 4,837人                                |  |

### 大字

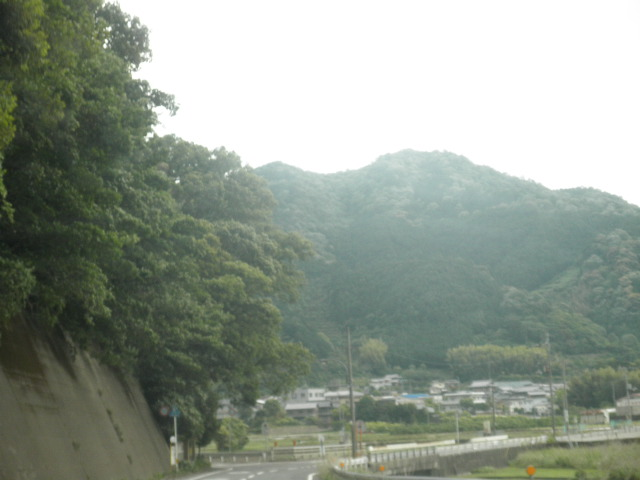
勝浦町の街並み
沼江字神谷で撮影

| 郵便番号 | 大字名 |
| -------- | ------ |
| 771-4301 | 沼江   |
| 771-4302 | 中角   |
| 771-4303 | 生名   |
| 771-4304 | 星谷   |
| 771-4305 | 久国   |
| 771-4306 | 棚野   |
| 771-4307 | 三渓   |
| 771-4308 | 坂本   |

### 警察
- 小松島警察署（小松島市）

### 消防・救急
勝浦町は常設の消防署がないため、119番通報は役場に転送されるようになっている。ただし、携帯電話からの119番通報は徳島市あるいは阿南市の消防署を経由して転送される。
消防は非常備であり、火災やその他の災害への対応は、住民で組織された消防団に頼っている。火災に関しては昼間は役場の総務課で受信し、夜間は宿直の警備員が受信して消防団に出動要請している。
救急に関しては119番ではなく専用番号に連絡するようになっており、この番号は役場内にある救急詰所につながるようになっており、臨時職員2名が常駐しているが搬送のみであり応急措置は出来ない状況であったが、2017年から宮崎県にある民間会社日本救急システムに救命業務を委託しており、同社より7人の救急救命士が派遣されて二人一組で救急搬送業務にあたっている。

### 保健・衛生

#### し尿処理施設
- 小松島市外三町村衛生組合しらさぎ浄園（小松島市）

#### 葬祭場
- 小松島市葬斎場（小松島市）

### 医療機関
- 国民健康保険勝浦病院
- 福井歯科医院
- 大井歯科クリニック
- 中田歯科医院

### 図書館
- 勝浦町図書館

### 郵便局
- 勝浦郵便局
- 生比奈郵便局
- 坂本郵便局
- 生名簡易郵便局
- 星谷簡易郵便局

## 教育機関

### 専門学校
- 学校法人勝浦学園徳島医療福祉専門学校

### 高等学校
- 徳島県立小松島西高等学校勝浦分校

### 中学校
- 勝浦町立勝浦中学校

### 小学校
- 勝浦町立横瀬小学校
- 勝浦町立生比奈小学校

### 廃止された学校
- 徳島県立勝浦高等学校（現・徳島県立小松島西高等学校勝浦分校）
- 勝浦町立坂本小学校

## 交通

### 鉄道
町内に鉄道路線なし。鉄道を利用する場合の実質的な最寄り駅はJR四国牟岐線の南小松島駅。

### バス
- 徳島バス
- 上勝町営バス

### 道路

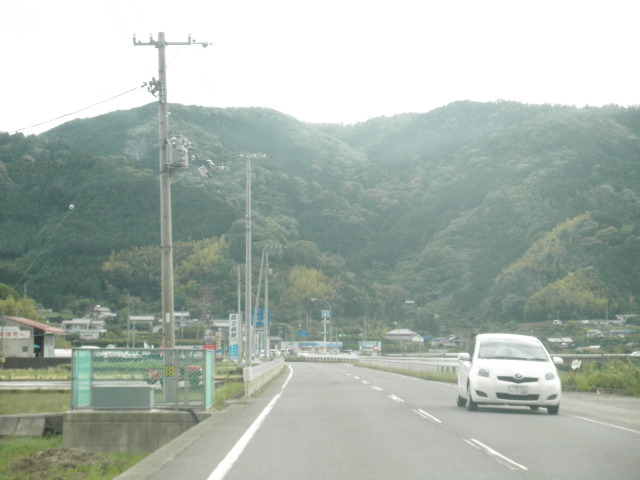
徳島県道16号徳島上那賀線
勝浦町沼江字家谷で撮影

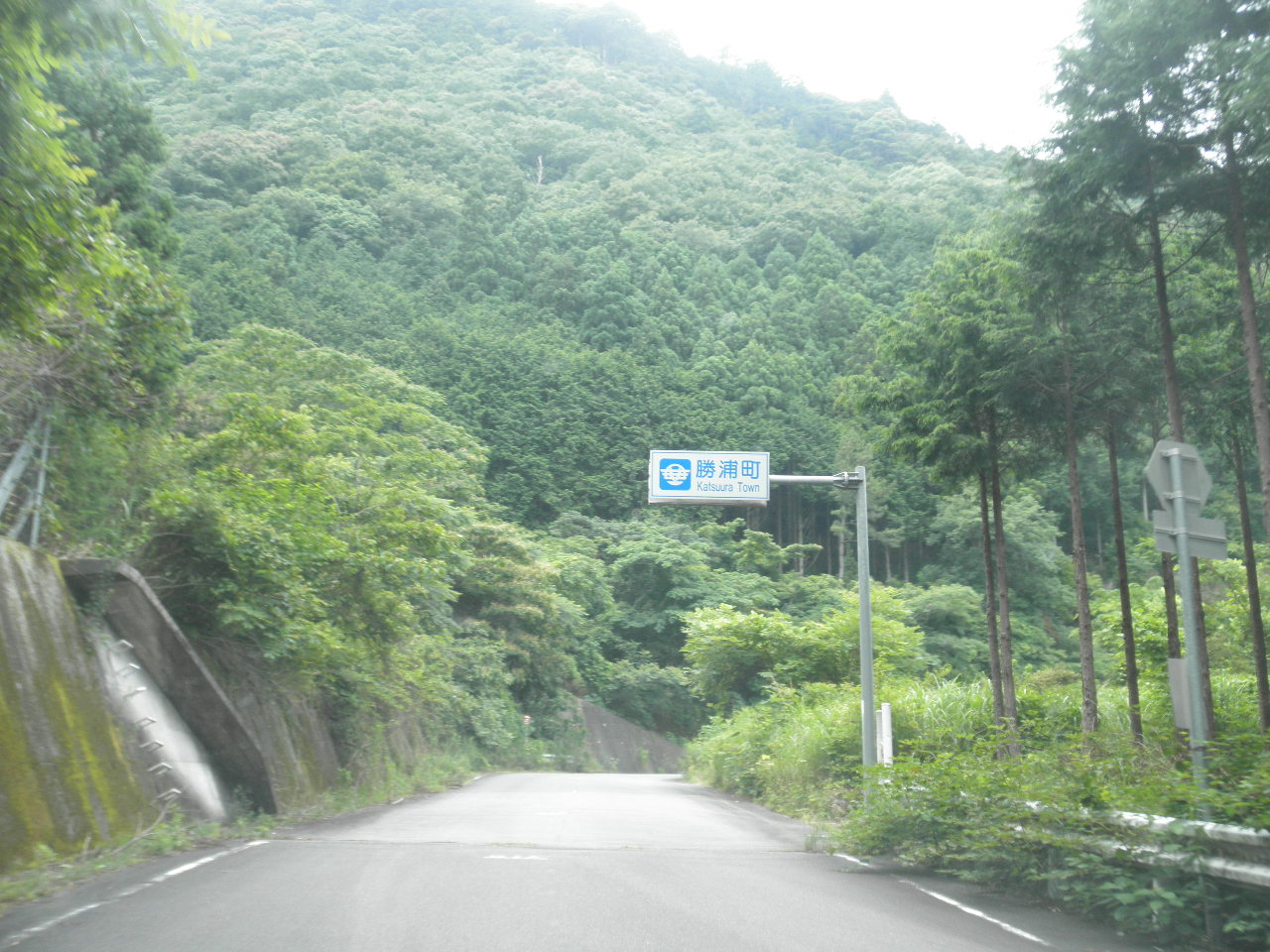
徳島県道283号和食勝浦線
勝浦町生名字鷲ヶ尾で撮影 （勝浦町のカントリーサインで唯一町章のマークが掲載されている）

#### 県道
主要地方道
- 徳島県道16号徳島上那賀線
  - 道の駅ひなの里かつうら
- 徳島県道18号勝浦佐那河内線
- 徳島県道22号阿南勝浦線

一般県道
- 徳島県道146号鶴林寺線
- 徳島県道212号新浜勝浦線
- 徳島県道283号和食勝浦線

## 観光地

### 社寺・史跡
- 鶴林寺 - 国宝・地蔵大菩薩。四国八十八箇所第20番札所
- 星谷寺 - 四国霊場第19番札所・立江寺の奥の院
- 胎蔵寺
- 妙音寺
- 長福寺
- 観正寺
- 坂本八幡神社
- 大宮八幡神社
- 生夷神社

### 公園
- 星谷運動公園
- 中津峰森林公園
- 恐竜の里

### 名所
- 立川渓谷
- 不動の滝（裏見の滝）
- 洗心の滝
- 勝浦フライトパーク
- 人形文化交流館
- ふれあいの里さかもと

## 祭事・催事
- ビッグひな祭り
- おひな様の奥座敷と坂本おひな街道

## 友好都市
- 千葉県勝浦市 - 和歌山県東牟婁郡那智勝浦町とともに「全国勝浦ネットワーク」（友好都市）を結成、2003年に友好都市盟約を取り交わした。

## 勝浦町出身の有名人
- 保科千代次 - 文学者
- 岡本駿 - プロ野球選手